# Боґуцин (Куявсько-Поморське воєводство)
Боґуцин (пол. Bogucin, нім. Kirschenberg) — село в Польщі, у гміні Фабянки Влоцлавського повіту Куявсько-Поморського воєводства.
Населення — 925 осіб (2011).
У 1975-1998 роках село належало до Влоцлавського воєводства.

## Демографія
Демографічна структура станом на 31 березня 2011 року:
|          | Загалом | Допрацездатний вік | Працездатний вік | Постпрацездатний вік |
| -------- | ------- | ------------------ | ---------------- | -------------------- |
| Чоловіки | 470     | 112                | 324              | 34                   |
| Жінки    | 455     | 79                 | 302              | 74                   |
| Разом    | 925     | 191                | 626              | 108                  |